# Mécrin
Mécrin é uma comuna francesa na região administrativa de Grande Leste, no departamento de Meuse. Estende-se por uma área de 10,19 km². Em 2010 a comuna tinha 225 habitantes (densidade: 22,1 hab./km²).